# Койла (Виттихенау)

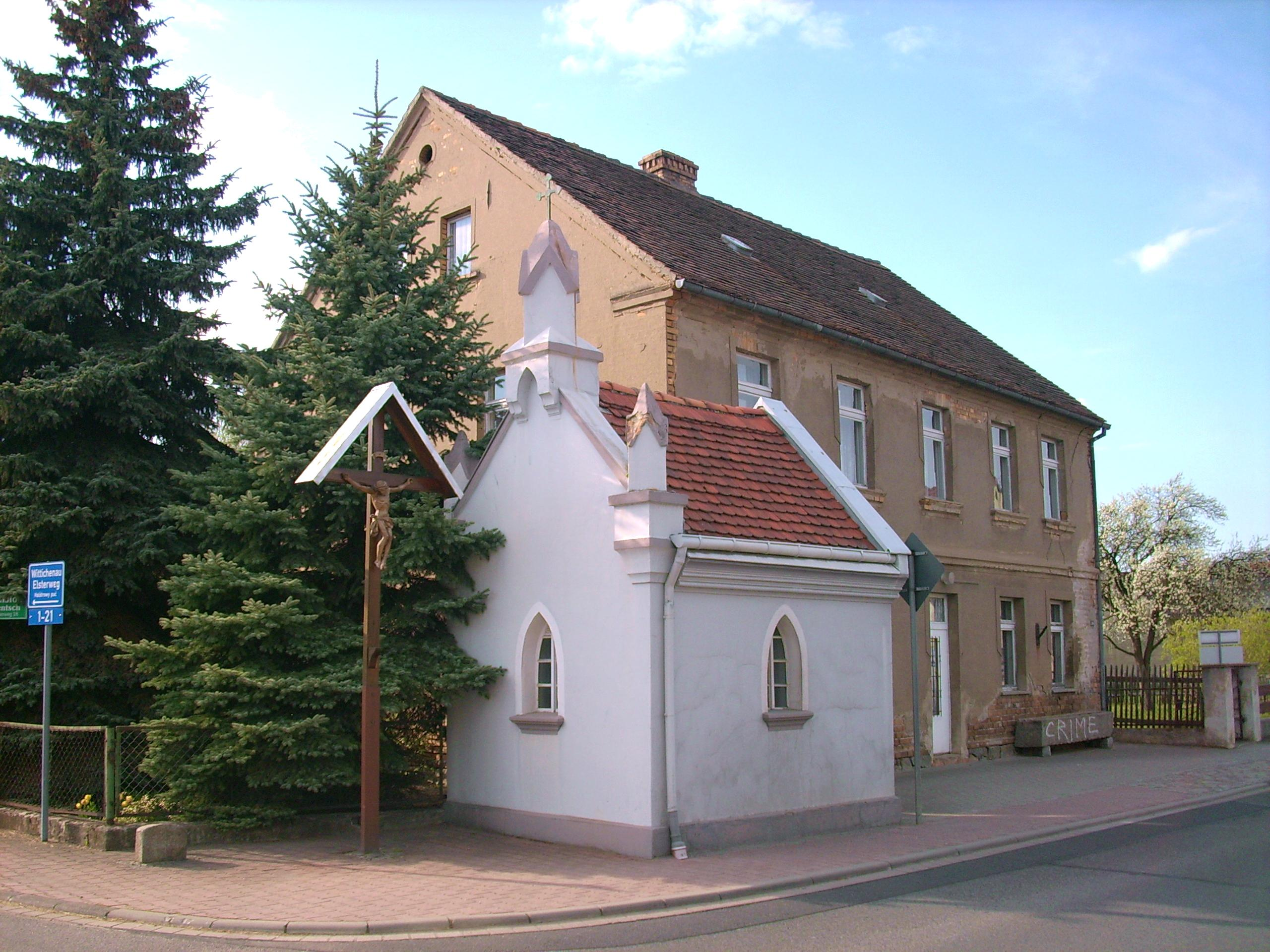
Католическая часовня

Ко́йла или Ку́ловц (нем. Keula; в.-луж. Kulowcо файле) — сельский населённый пункт в статусе городского района Виттихенау, район Баутцен, федеральная земля Саксония, Германия.

## География
Граничит на юге непосредственно с городом Виттихенау. Находится на берегу реки Шварце-Эльстер (серболужицкое наименование — Чорны-Гальштров), которая является естественной границей с Виттихенау. На востоке от деревни течёт проточный канал Вудра, построенный в 1937 году под руководством Имперской службой труда для защиты Виттихенау от наводнений. На западе от деревни находится биосферной заповедник «Дубрингер-Мор».
Через деревню c севера на юг проходит автомобильная дорога S95 (Дёргенхаузен — Виттихенау), которая соединяется на севере населённого пункта с автомобильной дорогой K9207 (Шпола — Куловц).
Соседние населённые пункты: на севере — деревня Дёргенхаузен (Немцы, в городских границах Хойерсверды), на северо-востоке — деревня Шпола (Спале, в городских границах Виттихенау), на востоке — деревня Маукендорф (Мучов, в городских границах Виттихенау), на юго-востоке — деревня Бришко (Брежки, в городских границах Виттихенау), на юге — город Виттихенау, на северо-западе — деревня Нойдорф-Клёстерлих (Нова-Вес, в городских границах Виттихенау).

## История
Деревня имеет древнеславянскую круговую форму построения жилых дом с площадью в центре с одной въездной дорогой (в.-луж. kulowc — рундлинг).
Впервые упоминается в 1286 году под наименованием «Chula sita juxta Witegenhaw». В средние века деревня принадлежала женскому монастырю Мариенштерн. После Первой Силезской войны деревня в 1742 году перешла в состав Прусского королевства. До 8 апреля 1945 года находилась в административном округе Лигниц. В июле 1952 года была включена в общину Хойерсверда района Котбус. 1 января 1978 года вошла в городские границы Виттихенау в статусе отдельного городского района. С 1996 по 2008 года находилась в районе Каменц, в 2008 году передана в район Баутцен.
В 1613 году в деревне была построена католическая часовня, которая была снесена в 1872 году и на её месте была построена современная часовня. В 1936 году во время германизации Третьего рейха была переименована в Рунддорф. Прежнее название возвращено в 1947 году.
В настоящее время деревня входит в состав культурно-территориальной автономии «Лужицкая поселенческая область», на территории которой действуют законодательные акты земель Саксонии и Бранденбурга, содействующие сохранению лужицких языков и культуры лужичан.
Исторические немецкие наименования:
- Chula sita juxta Witegenhaw, 1286
- Kuele, Kule, 1374
- Kuelin, 1443
- Kewle, 1486
- Keila, 1732
- Keula, 1759
- Runddorf, 1936—1947

## Население
Официальным языком в населённом пункте, помимо немецкого, является также верхнелужицкий язык.
Согласно статистическому сочинению «Dodawki k statisticy a etnografiji łužickich Serbow» Арношта Муки в 1884 году в деревне проживало 203 жителей (из них — 202 лужичанина(99 %)).
Лужицкий демограф Арношт Черник в своём сочинении «Die Entwicklung der sorbischen Bevölkerung» указывает, что в 1956 году при общей численности в 269 жителей серболужицкое население деревни составляло 62,5 % (из них 102 взрослых владели активно верхнелужицким языком, 9 взрослых — пассивно; 57 несовершеннолетних свободно владели языком).
| 1825 | 1871 | 1885 | 1905 | 1925 | 1939 | 1946 | 1950 | 1964 | 2011 | 2016 |
| ---- | ---- | ---- | ---- | ---- | ---- | ---- | ---- | ---- | ---- | ---- |
| 108  | 191  | 194  | 162  | 195  | 218  | 272  | 283  | 236  | 205  | 206  |